# Kourtney Keegan
Kourtney Keegan (7 september 1994) is een tennisspeelster uit de Verenigde Staten van Amerika.
Zij begon op negenjarige leeftijd met tennis.
In 2016 speelde zij samen met Brooke Austin haar eerste grandslamtoernooi op het damesdubbelspel van het US Open. Eerder dat jaar wonnen zij samen al het nationale NCAA-damesdubbel-kampioenschap.

## Privé
Keegan studeert sinds 2012 aan de Universiteit van Florida.